# Мала Гига
Мала́ Ги́га — ботанічна пам'ятка природи місцевого значення в Україні. Розташована на території Яремчанської міської громади Надвірнянського району Івано-Франківської області, на південний схід від центру села Микуличин.
Площа — 0,9 га, статус отриманий у 1993 році. Перебуває у віданні ДП «Делятинський держлісгосп» (Поляницьке лісництво, квартал 23, виділ 5).
Пам'ятка природи «Мала Гига» розташована на території ботанічного заказника місцевого значення «Копчин».